# The Thunderthief
The Thunderthief je druhé sólové studiové album hudebníka Johna Paula Jonese. Album vyšlo v roce 2001 pod značkou Discipline Global Mobile.

## Seznam skladeb
| Pořadí         | Název                     | Délka |
| -------------- | ------------------------- | ----- |
| 1.             | Leafy Meadows             | 5:10  |
| 2.             | The Thunderthief          | 5:58  |
| 3.             | Hoediddle                 | 7:00  |
| 4.             | Ice Fishing at Night      | 4:31  |
| 5.             | Daphne                    | 4:50  |
| 6.             | Angry Angry               | 5:54  |
| 7.             | Down to the River to Pray | 4:17  |
| 8.             | Shibuya Bop               | 5:56  |
| 9.             | Freedom Song              | 2:37  |
| Celková délka: | Celková délka:            | 46:13 |

## Obsazení
- John Paul Jones – zpěv, čtyřstrunná baskytara, šestistrunná baskytara, desetistrunná baskytara, dvanáctistrunná baskytara, basová steel kytara, akustická kytara, elektrická kytara, mandolína, elektrická mandolína, klavír, varhany, syntezátor, koto, autoharfa, ukulele, harmonika
- Terl Bryant – bicí, perkuse, tofaran
- Nick Beggs – Chapman Stick v „Shibuya Bop“ a „Leafy Meadows“
- Adam Bomb – kytarové sólo v „Angry Angry“
- Robert Fripp – kytarové sólo v „Leafy Meadows“